# Jhené Aiko
Jhené Aiko Efuru Chilombo (Los Angeles, 16 maart 1988) is een Amerikaans r&b-zangeres.

## Loopbaan
Aiko's eerste ep, getiteld Sail Out, werd in de eerste week na de uitgave 34.000 keer verkocht in de Verenigde Staten en kwam op de achtste plaats binnen in de Billboard 200. Haar debuutalbum, Souled Out, verscheen op 9 september 2014. The Worst werd het bekendste nummer van de artiest. Het nummer kreeg 2 platina platen en een nominatie voor de Grammy Awards.
In 2015 ging de zangeres op tournee met de Amerikaanse rapper J. Cole. Ook bracht ze een samenwerkingsalbum uit met Big Sean, onder de naam Twenty 88. 
In juni 2016 bracht Aiko de eerste single van haar tweede album Trip uit, die in september 2017 zou verschijnen. Ondertussen steeg haar bekendheid doordat ze het voorprogramma was voor verschillende artiesten zoals Beyoncé en Lana Del Rey. 
Op 8 mei 2019 bracht de zangeres het nummer Triggered (Freestyle) uit, als eerste single van het album Chilombo. Het album zelf kwam begin maart 2020 binnen in de hitlijsten van tien landen waaronder België en Nederland. Het album leverde haar twee Grammy-nominaties op waaronder in de categorie Album of the Year. 

## Privéleven
Aiko is geboren en opgegroeid in Ladera Heights, Californië. Haar moeder heeft een Japanse, Spaanse en Dominicaanse achtergrond en haar vader is van Afro-Amerikaanse, inheemse en Duits-Joodse afkomst. Ze kreeg thuisonderwijs.
In maart 2016 onthulde Aiko gehuwd te zijn met muziekproducent Dot da Genius. In augustus hetzelfde jaar vroeg Aiko een scheiding aan. Uit een eerdere relatie met zanger O'Ryan heeft ze een dochter. 
Sinds 2017 heeft ze een liefdesrelatie met Big Sean.

## Discografie

### Studioalbums
- Souled Out (2014)
- Trip (2017)
- Chilombo (2020)

### Samenwerkingsalbums
- Twenty88 (met Big Sean als Twenty88)